# Congerville-Thionville
Congerville-Thionville (prononcé [kɔ̃ʒɛʁvil tjɔ̃vil] ) est une commune française située à soixante kilomètres au sud-ouest de Paris dans le département de l'Essonne en région Île-de-France.
Ses habitants sont appelés les Congervillois-Thionvillois.

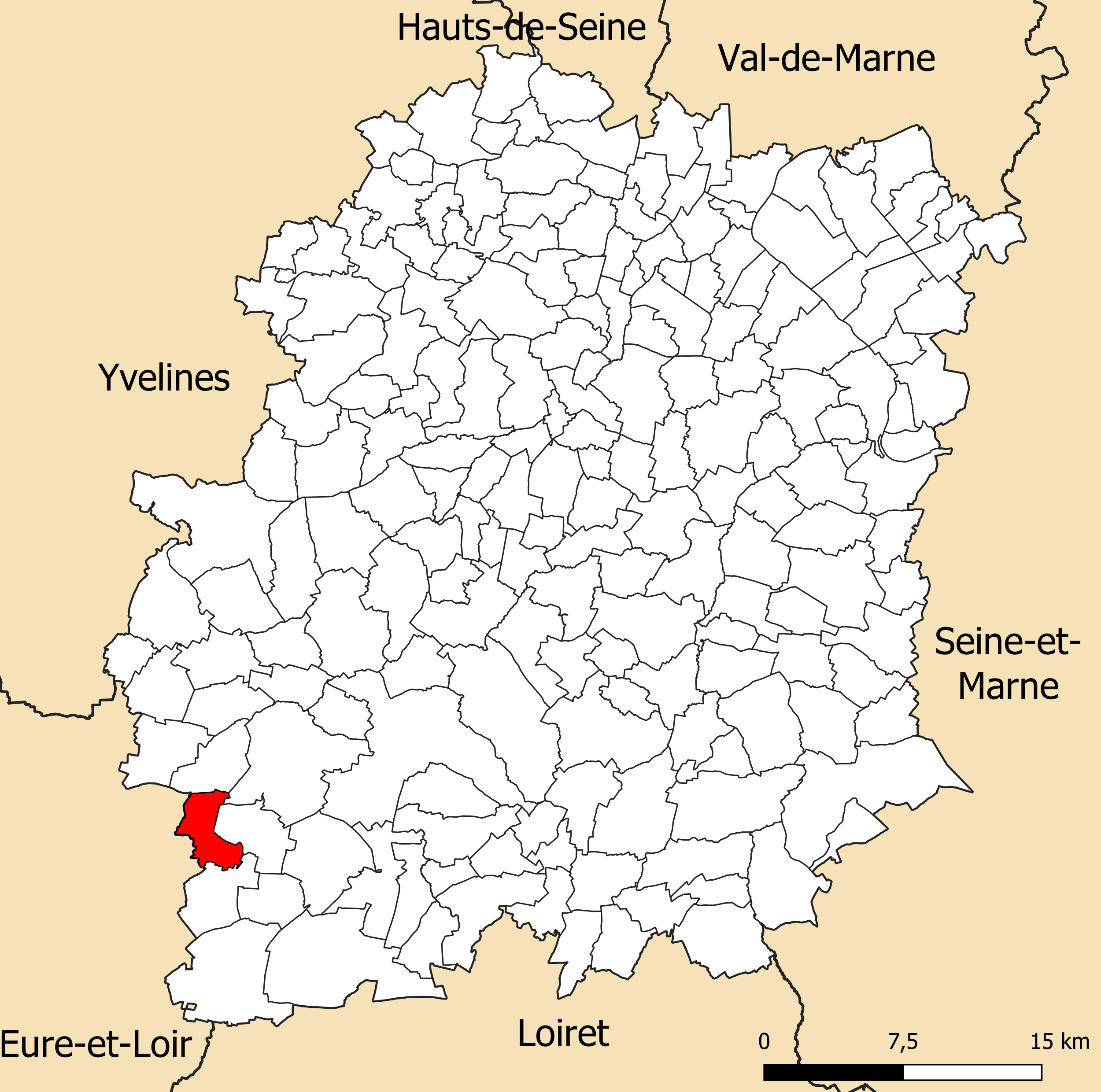
Position de Congerville-Thionville en Essonne.

## Géographie

### Situation
Situé sur la plaine de Beauce, le territoire de la commune est essentiellement rural. Les terres y sont exploitées par cinq exploitations agricoles.
Congerville-Thionville est située à soixante kilomètres au sud-ouest de Paris-Notre-Dame, point zéro des routes de France, quarante-quatre kilomètres au sud-ouest d'Évry, quatorze kilomètres au sud-ouest d'Étampes, dix-sept kilomètres au sud-est de Dourdan, vingt-neuf kilomètres au sud-ouest de La Ferté-Alais, trente kilomètres au sud-ouest d'Arpajon, trente-cinq kilomètres au sud-ouest de Milly-la-Forêt, trente-six kilomètres au sud-ouest de Montlhéry, quarante-et-un kilomètres au sud-ouest de Palaiseau, quarante-quatre kilomètres au sud-ouest de Corbeil-Essonnes.
La commune se compose de deux villages distants d'un kilomètre :
- Congerville au nord
- Thionville au sud.

### Communes limitrophes
| Oysonville (Eure-et-Loir)  | Mérobert               | Chalo-Saint-Mars |
|                            | Congerville-Thionville | Chalou-Moulineux |
| Gommerville (Eure-et-Loir) | Pussay                 |                  |

### Lieux-dits et écarts
La commune compte 41 lieux-dits administratifs répertoriés consultables ici.

### Hydrographie

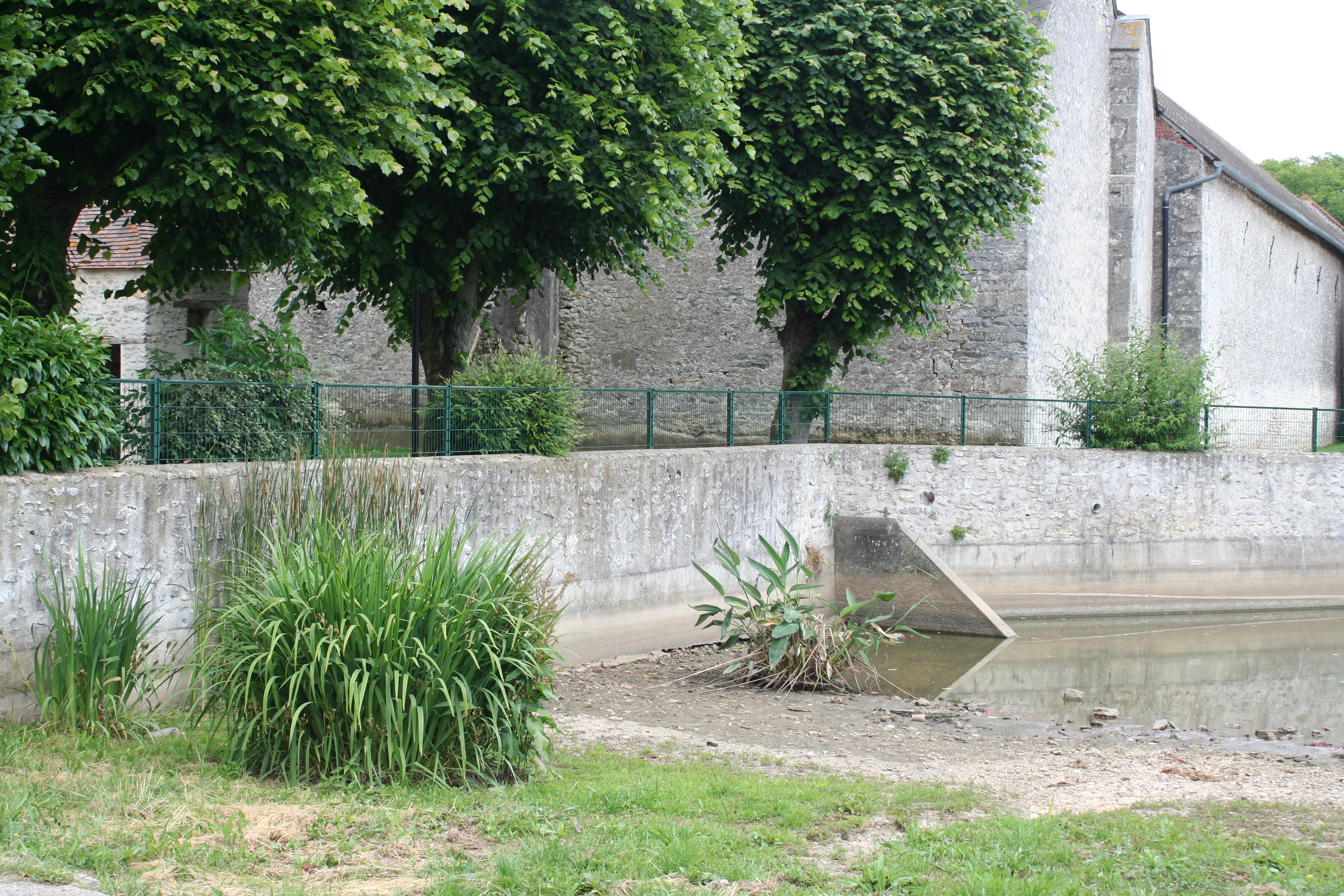
La mare de Congerville.

Il n'existe aucun réseau hydrographique de surface.
Comme dans beaucoup de villages de Beauce, une mare y est conservée en état.

### Relief et géologie
Le point le plus bas de la commune est situé à cent treize mètres d'altitude et le point culminant à cent cinquante et un mètres. Le territoire correspond au plateau de Beauce échancré par des vallées sèches. Les grandes cultures en occupent la majeure partie. L'altitude moyenne est de 148 mètres. Au sud-est, une vallée sèche orientée nord-est oscille entre 123 et 128 mètres d'altitude en amont de la source de Sainte-Apolline. Les flancs boisés forment un cheminement naturel qu'emprunte le GR 111 de Pussay à Chalou-Moulineux.

### Climat
Pour des articles plus généraux, voir Climat de l'Île-de-France et Climat de l'Essonne.
En 2010, le climat de la commune est de type climat océanique dégradé des plaines du Centre et du Nord, selon une étude du CNRS s'appuyant sur une série de données couvrant la période 1971-2000. En 2020, Météo-France publie une typologie des climats de la France métropolitaine dans laquelle la commune est exposée à un climat océanique altéré et est dans la région climatique Sud-ouest du bassin Parisien, caractérisée par une faible pluviométrie, notamment au printemps (120 à 150 mm) et un hiver froid (3,5 °C).
Pour la période 1971-2000, la température annuelle moyenne est de 10,6 °C, avec une amplitude thermique annuelle de 14,9 °C. Le cumul annuel moyen de précipitations est de 643 mm, avec 10,6 jours de précipitations en janvier et 7,6 jours en juillet. Pour la période 1991-2020, la température moyenne annuelle observée sur la station météorologique la plus proche, située sur la commune de Sainville à 9 km à vol d'oiseau, est de 11,3 °C et le cumul annuel moyen de précipitations est de 655,5 mm,. Pour l'avenir, les paramètres climatiques de la commune estimés pour 2050 selon différents scénarios d'émission de gaz à effet de serre sont consultables sur un site dédié publié par Météo-France en novembre 2022.

## Urbanisme

### Typologie
Au 1er janvier 2024, Congerville-Thionville est catégorisée commune rurale à habitat dispersé, selon la nouvelle grille communale de densité à sept niveaux définie par l'Insee en 2022.
Elle est située hors unité urbaine. Par ailleurs la commune fait partie de l'aire d'attraction de Paris, dont elle est une commune de la couronne,. Cette aire regroupe 1 929 communes,.

### Occupation des solssimplifiée
Le territoire de la commune se compose en 2017 de 97,91 % d'espaces agricoles, forestiers et naturels, 0,6 % d'espaces ouverts artificialisés et 1,49 % d'espaces construits artificialisés.

## Toponymie
Congervilla au XIIIe siècle.
Taignunvilla au XIIe siècle, Tyoinvilla au XIIIe siècle, Thianville.
C'est une altération de Theodinis villa, " le domaine de Theodo ".
Congerville et Thionville furent créés en 1793 avec leur nom actuel et fusionnèrent en 1973,.
Homonymie avec Thionville (Moselle) et Thionville-sur-Opton (Yvelines).

## Politique et administration

### Politique locale
La commune de Congerville-Thionville est rattachée au canton d'Étampes, à l'arrondissement d’Étampes et à deuxième circonscription de l'Essonne.
La commune de Congerville-Thionville est enregistrée au répertoire des entreprises sous le code SIREN 219 106 135. Son activité est enregistrée sous le code APE 8411Z.

### Tendances et résultats politiques
Élections présidentielles, résultats des deuxièmes tours :
- Élection présidentielle de 2002 : 88,00 % pour Jacques Chirac (RPR), 12,00 % pour Jean-Marie Le Pen (FN), 87,74 % de participation[33].
- Élection présidentielle de 2007 : 54,42 % pour Nicolas Sarkozy (UMP), 45,58 % pour Ségolène Royal (PS), 86,52 % de participation[34].
- Élection présidentielle de 2012 : 54,61 % pour Nicolas Sarkozy (UMP), 45,39 % pour François Hollande (PS), 88,17 % de participation[35].

Élections législatives, résultats des deuxièmes tours :
- Élections législatives de 2002 : 69,70 % pour Franck Marlin (UMP), 30,30 % pour Gérard Lefranc (PCF), 67,10 % de participation[36].
- Élections législatives de 2007 : 56,67 % pour Franck Marlin (UMP) élu au premier tour, 15,83 % pour Marie-Agnès Labarre (PS), 67,98 % de participation[37].
- Élections législatives de 2012 : 63,55 % pour Franck Marlin (UMP), 36,45 % pour Béatrice Pèrié (PS), 66,86 % de participation[38].

Élections européennes, résultats des deux meilleurs scores :
- Élections européennes de 2004 : 19,48 % pour Harlem Désir (PS) et Patrick Gaubert (UMP), 12,99 % pour Marielle de Sarnez (UDF), 49,09 % de participation[39].
- Élections européennes de 2009 : 29,49 % pour Michel Barnier (UMP), 12,82 % pour Daniel Cohn-Bendit (Les Verts) et Marielle de Sarnez (MoDem), 45,81 % de participation[40].

Élections régionales, résultats des deux meilleurs scores :
- Élections régionales de 2004 : 46,79 % pour Jean-Paul Huchon (PS), 44,95 % pour Jean-François Copé (UMP), 68,48 % de participation[41].
- Élections régionales de 2010 : 52,17 % pour Valérie Pécresse (UMP), 47,83 % pour Jean-Paul Huchon (PS), 55,00 % de participation[42].

Élections cantonales, résultats des deuxièmes tours :
- Élections cantonales de 2004 : 52,83 % pour Franck Marlin (UMP), 47,17 % pour Patrice Chauveau (PCF), 68,48 % de participation[43].
- Élections cantonales de 2011 : 80,56 % pour Guy Crosnier (UMP), 19,44 % pour Jacques Met (FN), 46,93 % de participation[44].

Élections municipales, résultats des deuxièmes tours :
- Élections municipales de 2001 : données manquantes.
- Élections municipales de 2008 : 117 voix pour Bernard Baudry (?) et Patrick Noël (?), 113 voix pour Arlette Ibbars (?), 70,79 % de participation[45].

Référendums :
- Référendum de 2000 relatif au quinquennat présidentiel : 53,45 % pour le Oui, 46,55 % pour le Non, 45,58 % de participation[46].
- Référendum de 2005 relatif au traité établissant une Constitution pour l'Europe : 51,26 % pour le Oui, 48,74 % pour le Non, 72,35 % de participation[47].

## Population et société

### Démographie

#### Évolution démographique
L'évolution du nombre d'habitants est connue à travers les recensements de la population effectués dans la commune depuis 1793. Pour les communes de moins de 10 000 habitants, une enquête de recensement portant sur toute la population est réalisée tous les cinq ans, les populations de référence des années intermédiaires étant quant à elles estimées par interpolation ou extrapolation. Pour la commune, le premier recensement exhaustif entrant dans le cadre du nouveau dispositif a été réalisé en 2007.
En 2022, la commune comptait 212 habitants, en évolution de −5,36 % par rapport à 2016 (Essonne : +2,89 %, France hors Mayotte : +2,11 %).
| 1793 | 1800 | 1806 | 1821 | 1831 | 1836 | 1841 | 1846 | 1851 |
| ---- | ---- | ---- | ---- | ---- | ---- | ---- | ---- | ---- |
| 97   | 84   | 87   | 76   | 88   | 90   | 93   | 94   | 95   |

| 1856 | 1861 | 1866 | 1872 | 1876 | 1881 | 1886 | 1891 | 1896 |
| ---- | ---- | ---- | ---- | ---- | ---- | ---- | ---- | ---- |
| 104  | 115  | 101  | 102  | 98   | 102  | 88   | 109  | 122  |

| 1901 | 1906 | 1911 | 1921 | 1926 | 1931 | 1936 | 1946 | 1954 |
| ---- | ---- | ---- | ---- | ---- | ---- | ---- | ---- | ---- |
| 106  | 93   | 89   | 77   | 91   | 91   | 81   | 85   | 93   |

| 1962 | 1968 | 1975 | 1982 | 1990 | 1999 | 2006 | 2007 | 2012 |
| ---- | ---- | ---- | ---- | ---- | ---- | ---- | ---- | ---- |
| 194  | 178  | 176  | 159  | 187  | 225  | 221  | 221  | 232  |

| 2017 | 2022 | - | - | - | - | - | - | - |
| ---- | ---- | - | - | - | - | - | - | - |
| 221  | 212  | - | - | - | - | - | - | - |

| 1793 | 1800 | 1806 | 1821 | 1831 | 1836 | 1841 | 1846 | 1851 |
| ---- | ---- | ---- | ---- | ---- | ---- | ---- | ---- | ---- |
| 152  | 137  | 186  | 189  | 161  | 160  | 163  | 167  | 175  |

| 1856 | 1861 | 1866 | 1872 | 1876 | 1881 | 1886 | 1891 | 1896 |
| ---- | ---- | ---- | ---- | ---- | ---- | ---- | ---- | ---- |
| 177  | 171  | 175  | 176  | 168  | 154  | 144  | 151  | 138  |

| 1901 | 1906 | 1911 | 1921 | 1926 | 1931 | 1936 | 1946 | 1954 |
| ---- | ---- | ---- | ---- | ---- | ---- | ---- | ---- | ---- |
| 135  | 160  | 145  | 136  | 124  | 127  | 114  | 133  | 125  |

#### Pyramide des âges
En 2018, le taux de personnes d'un âge inférieur à 30 ans s'élève à 36,6 %, soit en dessous de la moyenne départementale (39,9 %). À l'inverse, le taux de personnes d'âge supérieur à 60 ans est de 23,0 % la même année, alors qu'il est de 20,1 % au niveau départemental.
En 2018, la commune comptait 106 hommes pour 111 femmes, soit un taux de 51,15 % de femmes, légèrement supérieur au taux départemental (51,02 %).
Les pyramides des âges de la commune et du département s'établissent comme suit.
| Hommes | Classe d’âge | Femmes |
| ------ | ------------ | ------ |
| 0,9    | 90 ou +      | 1,8    |
| 2,8    | 75-89 ans    | 5,3    |
| 17,6   | 60-74 ans    | 17,7   |
| 24,1   | 45-59 ans    | 17,7   |
| 17,6   | 30-44 ans    | 21,2   |
| 16,7   | 15-29 ans    | 9,7    |
| 20,4   | 0-14 ans     | 26,5   |

| Hommes | Classe d’âge | Femmes |
| ------ | ------------ | ------ |
| 0,5    | 90 ou +      | 1,4    |
| 5,4    | 75-89 ans    | 7,2    |
| 12,9   | 60-74 ans    | 13,9   |
| 20     | 45-59 ans    | 19,4   |
| 19,9   | 30-44 ans    | 20,1   |
| 20     | 15-29 ans    | 18,2   |
| 21,3   | 0-14 ans     | 19,8   |

### Enseignement
Les élèves de Congerville-Thionville sont rattachés à l'académie de Versailles. La commune ne dispose pas d'école sur son territoire.

### Lieux de culte
La paroisse catholique de Congerville-Thionville est rattachée au secteur pastoral de Saint-Michel-de-Beauce-Étampes et au diocèse d'Évry-Corbeil-Essonnes. Elle dispose de l'église Saint-Gilles.

### Médias
L'hebdomadaire Le Républicain relate les informations locales. La commune est en outre dans le bassin d'émission des chaînes de télévision France 3 Paris Île-de-France Centre, IDF1 et Téléssonne intégré à Télif.

## Économie
- Exploitations agricoles.

### Emplois, revenus et niveau de vie en 2010
En 2010, le revenu fiscal médian par ménage était de 39 234 €, ce qui plaçait Congerville-Thionville au 2 900e rang parmi les 31 525 communes de plus de 39 ménages en métropole.
| Répartition des emplois par catégories socioprofessionnelles en 2006. |              |                                           |                                                   |                            |                          |                           |
|                                                                       | Agriculteurs | Artisans, commerçants, chefs d’entreprise | Cadres et professions intellectuelles supérieures | Professions intermédiaires | Employés                 | Ouvriers                  |
| Congerville-Thionville                                                | -            | -                                         | -                                                 | -                          | -                        | -                         |
| Zone d’emploi d’Étampes                                               | 1,8 %        | 6,2 %                                     | 15,1 %                                            | 24,9 %                     | 27,2 %                   | 24,8 %                    |
| Moyenne nationale                                                     | 2,2 %        | 6,0 %                                     | 15,4 %                                            | 24,6 %                     | 28,7 %                   | 23,2 %                    |
| Répartition des emplois par secteurs d’activités en 2006.             |              |                                           |                                                   |                            |                          |                           |
|                                                                       | Agriculture  | Industrie                                 | Construction                                      | Commerce                   | Services aux entreprises | Services aux particuliers |
| Congerville-Thionville                                                | -            | -                                         | -                                                 | -                          | -                        | -                         |
| Zone d’emploi d’Étampes                                               | 2,9 %        | 16,1 %                                    | 6,7 %                                             | 14,8 %                     | 9,2 %                    | 5,8 %                     |
| Moyenne nationale                                                     | 3,5 %        | 15,2 %                                    | 6,4 %                                             | 13,3 %                     | 13,3 %                   | 7,6 %                     |
| Sources : Insee,                                                      |              |                                           |                                                   |                            |                          |                           |

## Culture locale et patrimoine

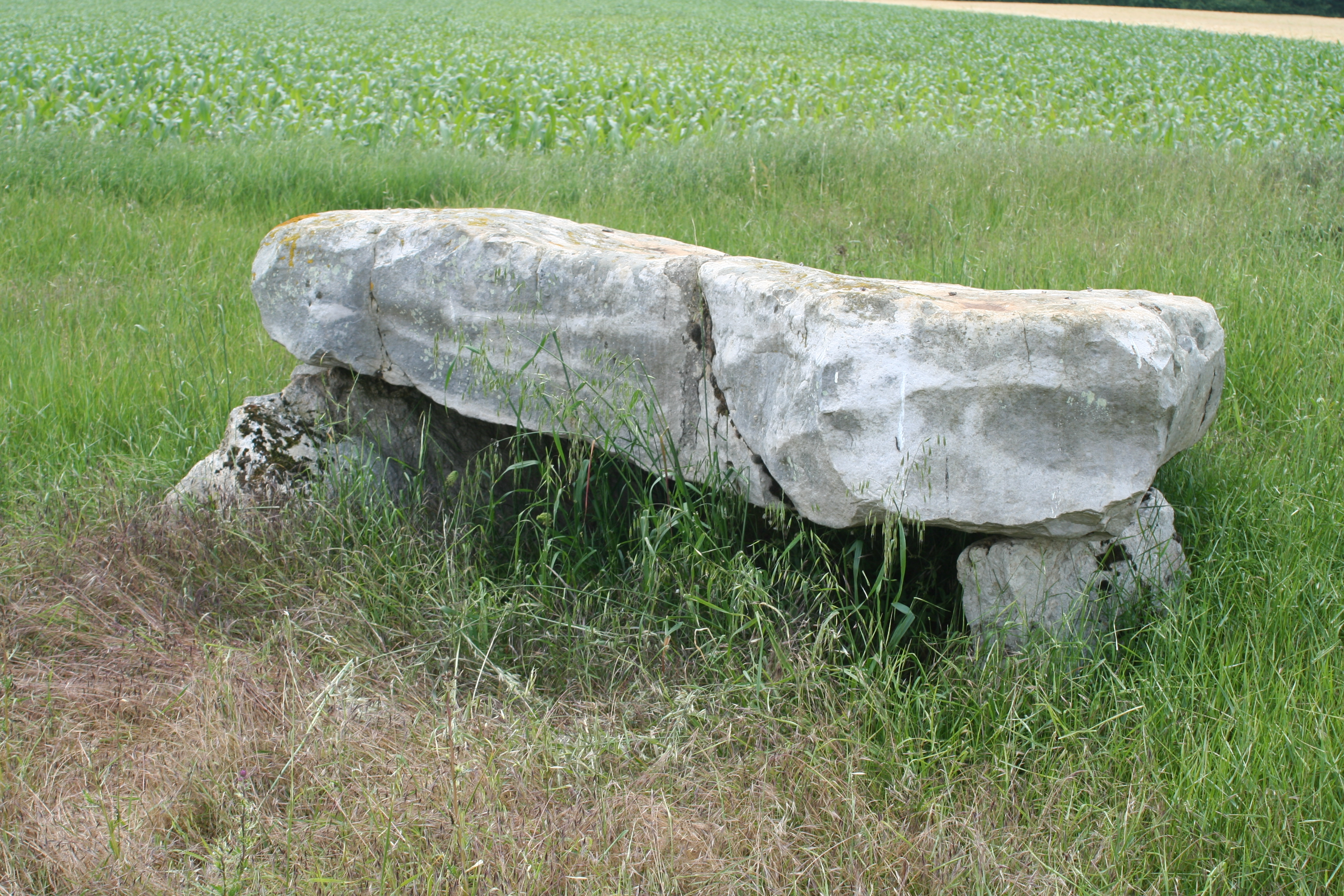
Le dolmen le Grès de Linas.

### Patrimoine environnemental
Quelques bosquets boisés et la pelouse calcicole ont été recensés au titre des espaces naturels sensibles par le conseil départemental de l'Essonne.

### Patrimoine architectural
- Église Saint-Leu et Saint-Gilles.
- Dolmen le Grès de Linas.

Dolmen daté du Néolithique classé aux monuments historiques en 1970.